# Odjurets torn
Odjurets torn, engelsk originaltitel The Lurker at the Threshold, är en roman av August Derleth, inspirerad av några korta textfragment som H.P. Lovecraft lämnade efter sig vid sin död. Den publicerades första gången 1945 av Arkham House som ett "postumt samarbete".

## Utgivning
Romanen publicerades 1945 av August Derleth och Donald Wandreis bokförlag Arkham House i en inbunden upplaga av 3041 exemplar. Den trycktes som den andra (och sista) delen av "Library of Arkham House Novels of Fantasy and Terror".
En brittisk upplaga, också inbunden, gavs ut av Museum Press 1948. Den första brittiska häftade upplagan gavs ut 1970 av Penther Books och en amerikansk gavs ut året efter av Beagle Books. Romanen har sedan dess regelbundet tryckts upp i nya upplagor av Ballantine Books och senare Carroll & Graf Publishers. En fransk översättning, Le rôdeur devant le seuil, utgavs 1973.
The Lurker at the Threshold ingick sedermera i samlingsvolymen The Watchers Out of Time and Others som Arkham House gav ut 1974, med verk som Derleth räknade som samarbeten med Lovecraft.
I Sverige gavs romanen ut i översättning av Sam J. Lundwall 1991. Romanen fick missvisande nog bara Lovecraft som författare, trots att han inte haft med dess tillkomst att göra och att han av texten skrivit ungefär 1200 av cirka 50000 ord, det vill säga bara drygt 2 procent.

## Handlingen
Ambrose Dewart flyttar till ett gammalt släktgods i Massachusetts, där hans förfader Alijah Billington bodde för länge sedan. Han restaurerar huset och tänker slå sig ner. Förfadern har lämnat en underlig beskrivning av hur huset och ett mystiskt torn på ägorna ska skötas. När Dewart vill ta reda på mer om förfadern och om de märkliga förhållningsorder denne lämnat efter sig börjar det gå riktigt illa.